# Айтеке-бі (селище)
Айте́ке-бі (каз. Әйтеке би) — селище, центр Казалінського району Кизилординської області Казахстану. Адміністративний центр та єдиний населений пункт Айтеке-бійської селищної адміністрації.
Населення — 44502 особи (2021; 38046 у 2009, 33441 у 1999, 32059 у 1989).

## Історія
1937 року село Ново-Казалінськ отримало статус смт. У 1960-их роках транскрипцію назви селища змінено на Новоказалінськ. 29 жовтня 1996 року Новоказалінськ перейменований на Айтеке-бі.

## Господарство
Залізнична станція Казалінськ на лінії Кандиагаш — Арись. Поруч із селищем проходить автошлях E38. У селищі розташовані підприємства залізничного транспорту, маслозавод, рибний і цегельний заводи.